# 卡尔滕诺德海姆
卡尔滕诺德海姆（德語：Kaltennordheim，發音：[ˌkaltn̩ˈnɔʁthaɪm] ⓘ）是德国图林根州施马尔卡尔登-迈宁根县的城市，面积94.41平方千米，2023年12月31日人口为5,748人。

## 历史
2013年12月31日，市镇安登豪森、伦山区菲施巴赫、卡尔滕伦斯费尔德和克灵斯并入卡尔滕诺德海姆。2019年1月1日，市镇阿申豪森、卡尔滕孙德海姆、卡尔滕韦斯特海姆、梅尔珀斯、上卡茨和下魏德并入卡尔滕诺德海姆。
卡尔滕诺德海姆原属瓦特堡县。2019年1月1日，市镇合并后的卡尔滕诺德海姆改属施马尔卡尔登-迈宁根县。